# Saison 2007-2008 de Galatasaray SK
Maillots
Chronologie
Saison précédente Saison suivante
La saison 2007-2008 de Galatasaray SK a vu le club remporter le championnat de Turquie.

## Transferts

### Mercato d'été et d'hiver

#### Arrivées
| Nom du Joueur       | Nationalité | Âge    | Poste          | Coût                     | Provenance                                 | Durée du contrat | Source |
| ------------------- | ----------- | ------ | -------------- | ------------------------ | ------------------------------------------ | ---------------- | ------ |
| Ahmed Barusso       | GHA         | 23 ans | Milieu         | Prêt                     | AS Rome                                    |                  |        |
| Necati Ateş         | TUR         | 28 ans | Attaquant      | Retour Prêt              | Real Sociedad                              |                  |        |
| Emre Güngör         | TUR         | 23 ans | Milieu         | Montant Non Dévoilé      | Ankaragücü                                 |                  |        |
| Hakan Balta         | TUR         | 24 ans | Milieu         | Montant Non Dévoilé      | Manisaspor                                 |                  |        |
| Shabani Nonda       | COD         | 31 ans | Milieu         | 1,3 M€                   | AS Rome                                    |                  |        |
| Volkan Yaman        | TUR         | 25 ans | Milieu         | 1,0 M€                   | Antalyaspor                                | [ 3 ]            |        |
| Gökhan Öztürk       | TUR         | 18 ans | Défenseur      | Promus                   | Galatasaray SK -23 ans                     |                  |        |
| Özgür Can Özcan     | TUR         | 21 ans | Attaquant      | Retour de Prêt           | Sakaryaspor                                | [ 3 ]            |        |
| Çağrı Yarkın        | TUR         | 19 ans | Milieu         | Promus                   | Galatasaray SK -23 ans                     | [ 3 ]            |        |
| Serkan Çalık        | GER         | 22 ans | Défenseur      | Gratuit (Fin de contrat) | Rot-Weiss Essen                            | [ 3 ]            |        |
| Barış Özbek         | GER         | 21 ans | Milieu         | Gratuit (Fin de contrat) | Rot-Weiss Essen                            | [ 3 ]            |        |
| Servet Çetin        | TUR         | 27 ans | Attaquant      | 0,5 M€                   | Sivasspor                                  | [ 3 ]            |        |
| Cassio Lincoln      | BRA         | 29 ans | Défenseur      | 5,0 M€                   | Schalke 04                                 | [ 3 ]            |        |
| Orkun Uşak          | TUR         | 27 ans | Milieu         | 0,6 M€                   | Kayseri Erciyesspor                        | [ 3 ]            |        |
| Ismaël Bouzid       | ALG         | 24 ans | Attaquant      | Gratuit (Fin de contrat) | Kaiserslautern                             | [ 3 ]            |        |
| Erhan Şentürk       | TUR         | 19 ans | Attaquant      | Promus                   | Galatasaray SK -23 ans                     | [ 3 ]            |        |
| Tobias Linderoth    | SWE         | 29 ans | Attaquant      | 3,5 M€                   | FC Copenhague                              | [ 3 ]            |        |
| Karl-Heinz Feldkamp | GER         | 74 ans | Attaquant      | Libre                    | Libre (Entraîneur)                         | [ 3 ]            |        |
| Cafercan Aksu       | TUR         | 21 ans | Défenseur      | Retour de Prêt           | İstanbul Büyükşehir Belediyesi Spor Kulübü | [ 3 ]            |        |
| Uğur Akdemir        | TUR         | 19 ans | Défenseur      | Retour de Prêt           | Gaziantep                                  | [ 3 ]            |        |
| Uğur Uçar           | TUR         | 21 ans | Retour de Prêt | 5,0 M€                   | Kayserispor                                | [ 3 ]            |        |
| Cassio Lincoln      | TUR         | 29 ans | Retour de Prêt | 5,0 M€                   | Schalke 04                                 | [ 3 ]            |        |

#### Départs
| Joueur              | Nat. | Âge | Poste      | Transfert | Destination                  | Durée | Source |
| ------------------- | ---- | --- | ---------- | --------- | ---------------------------- | ----- | ------ |
| Karl-Heinz Feldkamp | GER  | 75  | Entraîneur | Libre     | Laissé Libre le 5 avril 2008 |       |        |

## Statistiques championnat
Victoires  - Nuls  - Défaites 
D = Domicile / E = Extérieur
| Journée    | 1   | 2   | 3   | 4   | 5   | 6   | 7   | 8   | 9  | 10  | 11  | 12  | 13  | 14  | 15 | 16  | 17 | 18 | 19 | 20  | 21  | 22  | 23  | 24 | 25 | 26 | 27 | 28 | 29 | 30 | 31 | 32  | 33  | 34  |
| ---------- | --- | --- | --- | --- | --- | --- | --- | --- | -- | --- | --- | --- | --- | --- | -- | --- | -- | -- | -- | --- | --- | --- | --- | -- | -- | -- | -- | -- | -- | -- | -- | --- | --- | --- |
| Terrain    | D   | E   | D   | E   | D   | E   | D   | E   | D  | E   | E   | D   | E   | D   | E  | D   | E  | E  | D  | E   | D   | E   | D   | E  | D  | E  | D  | D  | E  | D  | E  | D   | E   | D   |
| Résultats  |     |     |     |     |     |     |     |     |    |     |     |     |     |     |    |     |    |    |    |     |     |     |     |    |    |    |    |    |    |    |    |     |     |     |
| Points     | 3   | 6   | 9   | 10  | 13  | 16  | 19  | 20  | 21 | 24  | 25  | 28  | 31  | 32  | 32 | 35  | 36 | 39 | 42 | 45  | 48  | 51  | 51  | 51 | 54 | 57 | 60 | 61 | 64 | 67 | 70 | 73  | 76  | 79  |
| Classement | 1er | 1er | 1er | 1er | 1er | 1er | 1er | 1er | 2e | 1er | 1er | 1er | 1er | 1er | 2e | 1er | 3e | 2e | 2e | 1er | 1er | 1er | 1er | 2e | 2e | 2e | 2e | 2e | 2e | 2e | 2e | 1er | 1er | 1er |